# Юго-восточный ночистланский миштекский язык
Юго-восточный ночистланский миштекский язык (Mixteco de Santo Domingo Nuxaá, Mixteco del Sureste de Nochixtlán, Nuxaá Mixtec, Southeastern Nochixtlán Mixtec) — миштекский язык, на котором говорят в округе Ночистлан, юго-восточнее городов Ла-Пас, Ла-Эррадура, Ла-Юньон-Сарагоса, Ночистлан, Охо-де-Агуа-Нухаа, Реформа, Сан-Андрес-Нухиньо, Санта-Инес-де-Сарагоса, Санто-Доминго-Нухаа, Эль-Оро, штата Оахака в Мексике. Несколько говорящих на миштекском языке осталось в городе Санта-Инес-Сарагоса.
У этого языка есть диалекты: сан-андрес-нухиньонский, санта-инес-де-сарагосский (двуязычен) и санто-доминго-нухаанский.
Алфавит: A a, Ch ch, D d, E e, I i, J j, K k, Ku ku, L l, M m, Mb mb, N n, Nch nch, Nd nd, Nk nk, Ñ ñ, O o, P p, R r, S s, T t, U u, V v, X x, Y y, '.